# 多伊兰市镇

多伊兰市镇在北马其顿的位置

多伊兰市镇，北马其顿东南部的一个市镇，行政中心为旧多伊兰村，属于东南统计区。总面积129.16平方公里，总人口3426（2017年）。
该市镇西临波格丹齐市镇，北邻瓦蘭多沃市鎮，南邻希腊。